# Verrieselung (Wassertechnik)
Unter Verrieselung wird in der Abwasserbeseitigung und in der Landwirtschaft die geregelte Einbringung von Wasser in den Boden verstanden; in der Trinkwassergewinnung ist sie Bestandteil der Wasseraufbereitung.

## Abwassertechnik
In der Abwassertechnik spricht man von Verrieselung, wenn man das Abwasser zur Reinigung kontrolliert in den Untergrund sickern lässt (vergleiche Regenwasserversickerung). Dabei werden begrenzte Bodenkörper, die sogenannten Rieselfelder, mit dem Abwasser beregnet, das zuvor in einem Absetzbecken mechanisch vorgereinigt wurde. Während das Abwasser im Boden versickert, werden seine organischen Inhaltsstoffe durch biologische Prozesse abgebaut (siehe Kläranlage). Dabei wird auch der Keimgehalt deutlich vermindert und bei geeigneter Auslegung der im Abwasser enthaltene Stickstoff nitrifiziert.
Damit soll eine Qualität des Abwassers erreicht werden, die eine weitere Versickerung in den Untergrund und somit in das Grundwasser zulässt.
Die Abwasserverrieselung wird heute größtenteils bei Kleinkläranlagen in solchen Regionen angewendet, in denen kein Oberflächengewässer als Vorfluter zur Aufnahme des gereinigten Abwassers zur Verfügung steht.

## Landwirtschaft
In der Landwirtschaft bedeutet dagegen Verrieselung in der Regel die künstliche Bewässerung geneigter Flächen, um die Produktion von Kulturpflanzen zu steigern; hierzu wird in der Regel Frischwasser verwendet.

## Trinkwassergewinnung
Die Verrieselung geförderten Rohwassers aus Brunnen dient der Zufuhr von Sauerstoff, wodurch enthaltene Eisen- und Manganionenanteile nach deren Oxidation ausgefiltert werden können.